# Will.i.am/Auszeichnungen für Musikverkäufe

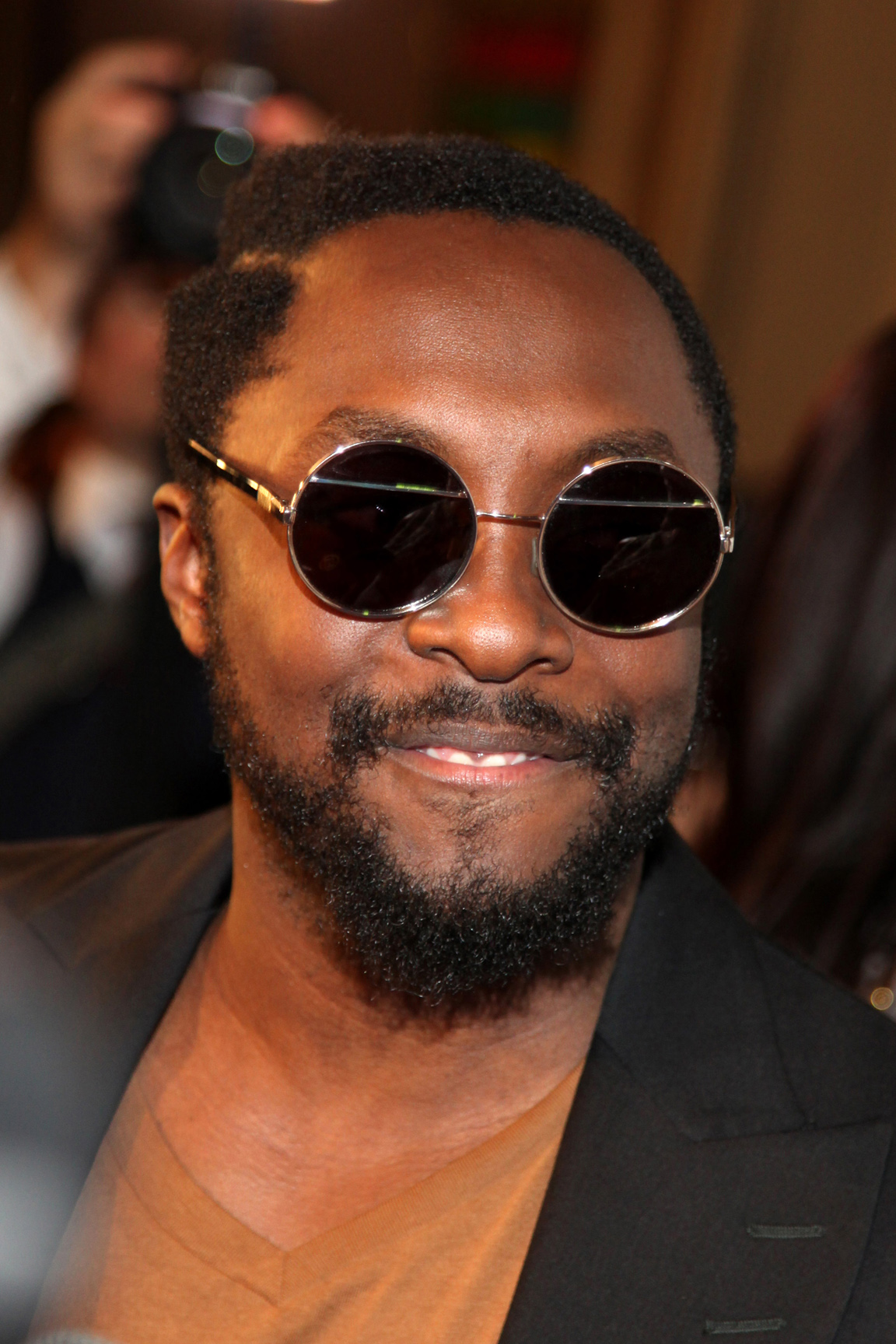
will.i.am (2012)

Dies ist eine Übersicht über die Auszeichnungen für Musikverkäufe des US-amerikanischen Rappers und Musikproduzenten will.i.am. Die Auszeichnungen finden sich nach ihrer Art (Gold, Platin usw.), nach Staaten getrennt in chronologischer Reihenfolge, geordnet sowie nach den Tonträgern selbst, ebenfalls in chronologischer Reihenfolge, getrennt nach Medium (Alben, Singles usw.), wieder.

## Auszeichnungen
| - Frankreich - 2006: für die Produktion It’s Alright (Ricky Martin) - Vereinigtes Königreich - 2010: für die Single 3 Words - 2013: für die Single T.H.E. (The Hardest Ever) - 2013: für die Single Check It Out - 2013: für die Single Beep - 2013: für die Autorenbeteiligung und Produktion Don’t Phunk with My Heart (The Black Eyed Peas) - 2013: für die Autorenbeteiligung Rock That Body (The Black Eyed Peas) - 2014: für die Autorenbeteiligung Don’t Stop the Party (The Black Eyed Peas) - 2016: für die Single Boys & Girls - 2022: für das Lied I Like To Move It - 2022: für die Autorenbeteiligung und Produktion Ritmo (Bad Boys for Life) (The Black Eyed Peas feat. J Balvin) - 2022: für die Autorenbeteiligung und Produktion Imma Be (The Black Eyed Peas) - 2023: für die Autorenbeteiligung und Produktion Hey Mama (The Black Eyed Peas) - 2023: für die Autorenbeteiligung und Produktion Don’t Lie (The Black Eyed Peas) - 2023: für die Produktion Mas que nada (Sérgio Mendes) - Australien - 2004: für die Autorenbeteiligung und Produktion Hey Mama (The Black Eyed Peas) - 2005: für die Autorenbeteiligung und Produktion Don’t Lie (The Black Eyed Peas) - 2006: für die Single Beep - 2006: für die Autorenbeteiligung und Produktion Pump It (The Black Eyed Peas) - 2013: für die Autorenbeteiligung und Produktion Work Bitch (Britney Spears) - 2014: für die Autorenbeteiligung Give It 2 U (Robin Thicke) - 2020: für die Autorenbeteiligung und Produktion Ritmo (Bad Boys for Life) (The Black Eyed Peas feat. J Balvin) - Belgien - 2003: für die Autorenbeteiligung und Produktion Where Is the Love? (The Black Eyed Peas) - 2006: für die Autorenbeteiligung und Produktion Pump It (The Black Eyed Peas) - 2008: für die Autorenbeteiligung und Produktion American Boy (Estelle feat. Kanye West) - 2011: für die Autorenbeteiligung und Produktion Just Can’t Get Enough (The Black Eyed Peas) - 2011: für die Autorenbeteiligung Don’t Stop the Party (The Black Eyed Peas) - 2012: für die Single This is Love - 2013: für die Single Hall of Fame - 2014: für die Single #thatPOWER - 2020: für die Autorenbeteiligung und Produktion Ritmo (Bad Boys for Life) (The Black Eyed Peas feat. J Balvin) - Brasilien - 2024: für die Autorenbeteiligung und Produktion Let’s Get It Started (The Black Eyed Peas) - 2024: für die Autorenbeteiligung und Produktion Don’t Lie (The Black Eyed Peas) - 2024: für die Autorenbeteiligung und Produktion Imma Be (The Black Eyed Peas) - 2024: für die Single Feelin’ Myself - 2024: für das Lied Great Times are Coming - 2024: für die Autorenbeteiligung Rock That Body (The Black Eyed Peas) - 2024: für das Album #willpower - Dänemark - 2007: für die Single Beep - 2007: für die Autorenbeteiligung und Produktion Don’t Phunk with My Heart (The Black Eyed Peas) - 2007: für die Autorenbeteiligung und Produktion Pump It (The Black Eyed Peas) - 2009: für die Autorenbeteiligung und Produktion Boom Boom Pow (The Black Eyed Peas) - 2010: für die Autorenbeteiligung und Produktion Meet Me Halfway (The Black Eyed Peas) - 2011: für die Autorenbeteiligung und Produktion The Time (Dirty Bit) (The Black Eyed Peas) - 2011: für das Streaming The Time (Dirty Bit) (The Black Eyed Peas) - 2013: für die Single Hall of Fame - 2014: für das Streaming Feelin’ Myself - 2014: für das Streaming Work Bitch (Britney Spears) - 2007: für die Autorenbeteiligung Glamorous (Fergie) - 2023: für die Autorenbeteiligung Ordinary People (John Legend) - 2024: für die Autorenbeteiligung und Produktion Just Can’t Get Enough (The Black Eyed Peas) - Deutschland - 2010: für die Autorenbeteiligung und Produktion Boom Boom Pow (The Black Eyed Peas) - 2011: für die Autorenbeteiligung Gettin’ Over You (David Guetta & Chris Willis feat. Fergie & LMFAO) - 2013: für die Autorenbeteiligung und Produktion American Boy (Estelle feat. Kanye West) - 2018: für die Single #thatPOWER - 2018: für die Autorenbeteiligung und Produktion My Humps (The Black Eyed Peas) - 2018: für die Produktion Mas que nada (Sérgio Mendes) - 2018: für die Autorenbeteiligung und Produktion Just Can’t Get Enough (The Black Eyed Peas) - 2018: für die Produktion Big Girls Don’t Cry (Fergie) - 2018: für die Single Free - 2022: für die Single OMG - 2022: für die Autorenbeteiligung und Produktion Ritmo (Bad Boys for Life) (The Black Eyed Peas feat. J Balvin) - 2022: für die Autorenbeteiligung und Produktion Mamacita (The Black Eyed Peas feat. Ozuna & J. Rey Soul) - 2023: für die Autorenbeteiligung und Produktion Let’s Get It Started (The Black Eyed Peas) - 2023: für die Single Fergalicious - 2023: für die Autorenbeteiligung und Produktion Pump It (The Black Eyed Peas) - 2023: für die Single Beep - 2023: für die Autorenbeteiligung Glamorous (Fergie) - 2023: für die Single It’s My Birthday - Finnland - 2013: für die Single Hall of Fame - Frankreich - 2004: für die Autorenbeteiligung und Produktion Shut Up (The Black Eyed Peas) - 2011: für die Autorenbeteiligung und Produktion Just Can’t Get Enough (The Black Eyed Peas) - 2014: für das Album #willpower - Italien - 2012: für die Single 3 Words - 2012: für die Single This is Love - 2013: für die Autorenbeteiligung Rock That Body (The Black Eyed Peas) - 2013: für die Autorenbeteiligung Don’t Stop the Party (The Black Eyed Peas) - 2014: für die Autorenbeteiligung und Produktion Work Bitch (Britney Spears) - 2021: für die Autorenbeteiligung und Produktion American Boy (Estelle feat. Kanye West) - 2024: für die Autorenbeteiligung und Produktion Boom Boom Pow (The Black Eyed Peas) - 2024: für die Autorenbeteiligung und Produktion Let’s Get It Started (The Black Eyed Peas) - 2024: für die Produktion Mas que nada (Sérgio Mendes) - Japan - 2007: für das Album Songs About Girls - 2009: für die Autorenbeteiligung und Produktion Pump It (Mobile Downloads, The Black Eyed Peas) - 2011: für die Autorenbeteiligung und Produktion Boom Boom Pow (Mobile Downloads, The Black Eyed Peas) - 2014: für die Produktion Big Girls Don’t Cry (Digital, Fergie) - 2014: für die Autorenbeteiligung und Produktion I Gotta Feeling (Mobile Downloads, The Black Eyed Peas) - 2016: für die Autorenbeteiligung und Produktion The Time (Dirty Bit) (Digital, The Black Eyed Peas) - Kanada - 2010: für die Autorenbeteiligung Rock That Body (The Black Eyed Peas) - Kolumbien - 2014: für das Album #willpower - Mexiko - 2012: für die Single OMG - 2013: für das Album #willpower - 2014: für die Autorenbeteiligung und Produktion Work Bitch (Britney Spears) - Neuseeland - 2004: für die Autorenbeteiligung und Produktion Hey Mama (The Black Eyed Peas) - 2006: für die Single Beep - 2006: für die Autorenbeteiligung und Produktion My Humps (The Black Eyed Peas) - 2006: für die Autorenbeteiligung und Produktion Don’t Lie (The Black Eyed Peas) - 2007: für die Autorenbeteiligung und Produktion Clumsy (Fergie) - 2007: für die Autorenbeteiligung Glamorous (Fergie) - 2008: für die Autorenbeteiligung und Produktion American Boy (Estelle feat. Kanye West) - 2010: für die Autorenbeteiligung Rock That Body (The Black Eyed Peas) - 2011: für die Autorenbeteiligung und Produktion Let’s Get It Started (The Black Eyed Peas) - 2011: für die Autorenbeteiligung und Produktion Pump It (The Black Eyed Peas) - 2011: für die Autorenbeteiligung Don’t Stop the Party (The Black Eyed Peas) - 2016: für die Single It’s My Birthday - Niederlande - 2013: für die Single Hall of Fame - Norwegen - 2005: für die Autorenbeteiligung und Produktion Don’t Phunk with My Heart (The Black Eyed Peas) - 2007: für die Produktion Big Girls Don’t Cry (Fergie) - Österreich - 2004: für die Autorenbeteiligung und Produktion Shut Up (The Black Eyed Peas) - 2013: für das Album #willpower - 2013: für die Single Hall Of Fame - 2014: für die Autorenbeteiligung Gettin’ Over You (David Guetta & Chris Willis feat. Fergie & LMFAO) - 2020: für die Autorenbeteiligung und Produktion Ritmo (Bad Boys for Life) (The Black Eyed Peas feat. J Balvin) - 2021: für die Autorenbeteiligung und Produktion Mamacita (The Black Eyed Peas feat. Ozuna & J. Rey Soul) - Polen - 2007: für das Album Songs About Girls - Russland - 2007: für das Album Songs About Girls - Schweden - 2004: für die Autorenbeteiligung und Produktion Shut Up (The Black Eyed Peas) - 2007: für die Single Beep - 2007: für die Autorenbeteiligung und Produktion Don’t Phunk with My Heart (The Black Eyed Peas) - 2007: für die Autorenbeteiligung und Produktion My Humps (The Black Eyed Peas) - 2007: für die Produktion Big Girls Don’t Cry (Fergie) - 2010: für die Single OMG - 2010: für die Autorenbeteiligung und Produktion Boom Boom Pow (The Black Eyed Peas) - 2013: für das Album #willpower - 2013: für die Single Fall Down - 2015: für die Single Feelin’ Myself - 2022: für die Autorenbeteiligung und Produktion Ritmo (Bad Boys for Life) (The Black Eyed Peas feat. J Balvin) - Schweiz - 2010: für die Autorenbeteiligung und Produktion Meet Me Halfway (The Black Eyed Peas) - 2011: für die Autorenbeteiligung Don’t Stop the Party (The Black Eyed Peas) - 2013: für die Single This is Love - Spanien - 2010: für die Autorenbeteiligung und Produktion Boom Boom Pow (The Black Eyed Peas) - 2010: für die Autorenbeteiligung Gettin’ Over You (David Guetta & Chris Willis feat. Fergie & LMFAO) - 2024: für die Autorenbeteiligung und Produktion Pump It (The Black Eyed Peas) - 2024: für die Autorenbeteiligung und Produktion Just Can’t Get Enough (The Black Eyed Peas) - Vereinigte Staaten - 2005: für die Autorenbeteiligung und Produktion Where Is the Love? (The Black Eyed Peas) - 2005: für die Autorenbeteiligung und Produktion Shut Up (The Black Eyed Peas) - 2005: für die Autorenbeteiligung und Produktion Hey Mama (The Black Eyed Peas) - 2005: für die Autorenbeteiligung und Produktion Don’t Phunk with My Heart (The Black Eyed Peas) - Vereinigtes Königreich - 2014: für das Album #willpower - 2016: für die Autorenbeteiligung und Produktion Shut Up (The Black Eyed Peas) - 2020: für die Single #thatPOWER - 2023: für die Single Heartbreaker - 2023: für die Autorenbeteiligung und Produktion Let’s Get It Started (The Black Eyed Peas) - 2023: für die Autorenbeteiligung und Produktion Work Bitch (Britney Spears) - 2024: für die Single Fergalicious - Zentralamerika - 2022: für die Autorenbeteiligung und Produktion Mamacita (The Black Eyed Peas feat. Ozuna & J. Rey Soul) | - Australien - 2004: für die Autorenbeteiligung und Produktion Let’s Get It Started (The Black Eyed Peas) - 2005: für die Autorenbeteiligung und Produktion Don’t Phunk with My Heart (The Black Eyed Peas) - 2005: für die Autorenbeteiligung und Produktion My Humps (The Black Eyed Peas) - 2008: für die Autorenbeteiligung und Produktion American Boy (Estelle feat. Kanye West) - 2010: für die Autorenbeteiligung und Produktion Imma Be (The Black Eyed Peas) - 2010: für die Autorenbeteiligung Rock That Body (The Black Eyed Peas) - 2011: für die Autorenbeteiligung Don’t Stop the Party (The Black Eyed Peas) - 2013: für die Single Fall Down - 2014: für die Single It’s My Birthday - 2018: für die Single Crazy Kids - 2023: für die Autorenbeteiligung Ordinary People (John Legend) - Belgien - 2004: für die Autorenbeteiligung und Produktion Shut Up (The Black Eyed Peas) - 2011: für die Autorenbeteiligung und Produktion The Time (Dirty Bit) (The Black Eyed Peas) - 2013: für die Autorenbeteiligung und Produktion Boom Boom Pow (The Black Eyed Peas) - 2020: für die Autorenbeteiligung und Produktion Mamacita (The Black Eyed Peas feat. Ozuna & J. Rey Soul) - Brasilien - 2009: für die Autorenbeteiligung und Produktion My Humps (The Black Eyed Peas) - 2024: für die Autorenbeteiligung Glamorous (Fergie) - 2024: für die Autorenbeteiligung und Produktion Where Is the Love? (The Black Eyed Peas) - Dänemark - 2007: für die Autorenbeteiligung und Produktion My Humps (The Black Eyed Peas) - 2007: für die Produktion Big Girls Don’t Cry (Fergie) - 2008: für die Autorenbeteiligung und Produktion American Boy (Estelle feat. Kanye West) - 2013: für die Single Scream & Shout - 2013: für das Streaming #thatPOWER - Deutschland - 2004: für die Autorenbeteiligung und Produktion Shut Up (The Black Eyed Peas) - 2018: für die Autorenbeteiligung und Produktion Meet Me Halfway (The Black Eyed Peas) - Frankreich - 2009: für die Autorenbeteiligung I Gotta Feeling (The Black Eyed Peas) - 2009: für die Autorenbeteiligung und Produktion Meet Me Halfway (The Black Eyed Peas) - 2011: für die Autorenbeteiligung und Produktion The Time (Dirty Bit) (The Black Eyed Peas) - 2013: für die Single Scream & Shout - Italien - 2010: für die Autorenbeteiligung und Produktion Meet Me Halfway (The Black Eyed Peas) - 2011: für die Autorenbeteiligung und Produktion The Time (Dirty Bit) (The Black Eyed Peas) - 2011: für die Autorenbeteiligung und Produktion Just Can’t Get Enough (The Black Eyed Peas) - 2012: für die Autorenbeteiligung Gettin’ Over You (David Guetta & Chris Willis feat. Fergie & LMFAO) - 2014: für die Single #thatPOWER - 2024: für die Autorenbeteiligung und Produktion Pump It (The Black Eyed Peas) - Japan - 2014: für die Autorenbeteiligung I Gotta Feeling (Digital, The Black Eyed Peas) - Kanada - 2010: für die Single In the Ayer - 2010: für die Autorenbeteiligung und Produktion Imma Be (The Black Eyed Peas) - 2013: für die Autorenbeteiligung und Produktion Work Bitch (Britney Spears) - Mexiko - 2013: für die Single #thatPOWER - Neuseeland - 2004: für die Autorenbeteiligung und Produktion Where Is the Love? (The Black Eyed Peas) - 2004: für die Autorenbeteiligung und Produktion Shut Up (The Black Eyed Peas) - 2005: für die Autorenbeteiligung und Produktion Don’t Phunk with My Heart (The Black Eyed Peas) - 2007: für die Produktion Big Girls Don’t Cry (Fergie) - 2010: für die Autorenbeteiligung und Produktion Meet Me Halfway (The Black Eyed Peas) - 2010: für die Autorenbeteiligung Gettin’ Over You (David Guetta & Chris Willis feat. Fergie & LMFAO) - 2011: für die Autorenbeteiligung und Produktion The Time (Dirty Bit) (The Black Eyed Peas) - 2011: für die Autorenbeteiligung und Produktion Just Can’t Get Enough (The Black Eyed Peas) - 2012: für die Single This is Love - 2015: für die Single #thatPOWER - 2015: für die Single Fall Down - 2015: für die Single Feelin’ Myself - Norwegen - 2003: für die Autorenbeteiligung und Produktion Where Is the Love? (The Black Eyed Peas) - 2004: für die Autorenbeteiligung und Produktion Shut Up (The Black Eyed Peas) - Österreich - 2013: für die Single Scream & Shout - Polen - 2024: für die Autorenbeteiligung und Produktion Ritmo (Bad Boys for Life) (The Black Eyed Peas feat. J Balvin) - Portugal - 2020: für die Autorenbeteiligung und Produktion Mamacita (The Black Eyed Peas feat. Ozuna & J. Rey Soul) - Schweden - 2004: für die Autorenbeteiligung und Produktion Where Is the Love? (The Black Eyed Peas) - 2011: für die Autorenbeteiligung und Produktion Just Can’t Get Enough (The Black Eyed Peas) - 2011: für die Autorenbeteiligung Gettin’ Over You (David Guetta & Chris Willis feat. Fergie & LMFAO) - 2013: für die Single #thatPOWER - 2014: für die Autorenbeteiligung und Produktion Work Bitch (Britney Spears) - Schweiz - 2004: für die Autorenbeteiligung und Produktion Shut Up (The Black Eyed Peas) - 2010: für die Autorenbeteiligung und Produktion Boom Boom Pow (The Black Eyed Peas) - 2010: für die Autorenbeteiligung I Gotta Feeling (The Black Eyed Peas) - 2011: für die Autorenbeteiligung und Produktion Just Can’t Get Enough (The Black Eyed Peas) - 2020: für die Autorenbeteiligung und Produktion Ritmo (Bad Boys for Life) (The Black Eyed Peas feat. J Balvin) - 2020: für die Autorenbeteiligung und Produktion Mamacita (The Black Eyed Peas feat. Ozuna & J. Rey Soul) - Spanien - 2011: für die Autorenbeteiligung und Produktion Meet Me Halfway (The Black Eyed Peas) - 2011: für die Autorenbeteiligung und Produktion The Time (Dirty Bit) (The Black Eyed Peas) - 2020: für die Autorenbeteiligung und Produktion Mamacita (The Black Eyed Peas feat. Ozuna & J. Rey Soul) - 2024: für die Single Scream & Shout - 2024: für die Autorenbeteiligung und Produktion Where Is the Love? (The Black Eyed Peas) - Vereinigte Staaten - 2007: für den Mastertone Fergalicious - 2007: für den Mastertone Big Girls Don’t Cry (Fergie) - 2007: für den Mastertone Glamorous (Fergie) - 2008: für den Mastertone Clumsy (Fergie) - 2018: für die Single Crazy Kids - 2023: für die Autorenbeteiligung Do My Thang (Miley Cyrus) - 2023: für die Autorenbeteiligung und Produktion Mamacita (The Black Eyed Peas feat. Ozuna & J. Rey Soul) - Vereinigtes Königreich - 2010: für die Autorenbeteiligung und Produktion Boom Boom Pow (The Black Eyed Peas) - 2013: für die Autorenbeteiligung und Produktion The Time (Dirty Bit) (The Black Eyed Peas) - 2018: für die Produktion Big Girls Don’t Cry (Fergie) - 2019: für die Autorenbeteiligung Ordinary People (John Legend) - 2016: für die Autorenbeteiligung und Produktion Pump It (The Black Eyed Peas) - 2020: für die Single Feelin’ Myself - 2018: für die Autorenbeteiligung Glamorous (Fergie) - 2021: für die Single It’s My Birthday - 2022: für die Single Bang Bang - 2022: für die Autorenbeteiligung und Produktion My Humps (The Black Eyed Peas) - 2022: für die Autorenbeteiligung und Produktion Just Can’t Get Enough (The Black Eyed Peas) - 2023: für die Autorenbeteiligung Gettin’ Over You (David Guetta & Chris Willis feat. Fergie & LMFAO) - 2025: für die Single This is Love - Deutschland - 2018: für die Autorenbeteiligung und Produktion The Time (Dirty Bit) (The Black Eyed Peas) | - Australien - 2004: für die Autorenbeteiligung und Produktion Shut Up (The Black Eyed Peas) - 2010: für die Autorenbeteiligung Gettin’ Over You (David Guetta & Chris Willis feat. Fergie & LMFAO) - 2012: für die Single This is Love - 2013: für die Single #thatPOWER - 2014: für die Single Fergalicious - 2014: für die Autorenbeteiligung und Produktion Clumsy (Fergie) - 2022: für die Single 3 Words - Belgien - 2010: für die Autorenbeteiligung und Produktion Meet Me Halfway (The Black Eyed Peas) - 2013: für die Single Scream & Shout - 2013: für die Autorenbeteiligung I Gotta Feeling (The Black Eyed Peas) - Brasilien - 2024: für die Autorenbeteiligung und Produktion Here I Come (Fergie) - 2024: für die Autorenbeteiligung und Produktion Meet Me Halfway (The Black Eyed Peas) - 2024: für die Single #thatPOWER - 2024: für die Autorenbeteiligung und Produktion Pump It (The Black Eyed Peas) - Dänemark - 2014: für das Streaming This is Love - 2023: für die Autorenbeteiligung I Gotta Feeling - 2024: für die Autorenbeteiligung und Produktion Where Is the Love? (The Black Eyed Peas) - Deutschland - 2024: für die Autorenbeteiligung I Gotta Feeling (The Black Eyed Peas) - 2024: für die Single Hall of Fame - Italien - 2020: für die Autorenbeteiligung und Produktion Ritmo (Bad Boys for Life) (The Black Eyed Peas feat. J Balvin) - 2024: für die Autorenbeteiligung und Produktion Where Is the Love? (The Black Eyed Peas) - Kanada - 2010: für die Single OMG - 2010: für die Autorenbeteiligung und Produktion Meet Me Halfway (The Black Eyed Peas) - 2020: für die Autorenbeteiligung und Produktion Mamacita (The Black Eyed Peas feat. Ozuna & J. Rey Soul) - Neuseeland - 2013: für die Autorenbeteiligung und Produktion Boom Boom Pow (The Black Eyed Peas) - 2015: für die Single OMG - 2024: für die Single Fergalicious - 2024: für das Album #willpower - Polen - 2021: für die Autorenbeteiligung und Produktion Mamacita (The Black Eyed Peas feat. Ozuna & J. Rey Soul) - Portugal - 2022: für die Autorenbeteiligung und Produktion Ritmo (Bad Boys for Life) (The Black Eyed Peas feat. J Balvin) - Schweiz - 2010: für die Autorenbeteiligung I Gotta Feeling (The Black Eyed Peas) - 2011: für die Autorenbeteiligung und Produktion The Time (Dirty Bit) (The Black Eyed Peas) - 2013: für die Single Hall of Fame - 2013: für die Single Scream & Shout - Spanien - 2024: für die Single Hall of Fame - Vereinigte Staaten - 2006: für den Mastertone My Humps (The Black Eyed Peas) - 2010: für die Autorenbeteiligung und Produktion Meet Me Halfway (The Black Eyed Peas) - 2010: für die Autorenbeteiligung und Produktion Imma Be (The Black Eyed Peas) - 2012: für die Single In the Ayer - 2013: für die Single Hall of Fame - 2016: für die Autorenbeteiligung und Produktion Clumsy (Fergie) - 2022: für die Autorenbeteiligung und Produktion Ritmo (Bad Boys for Life) (The Black Eyed Peas feat. J Balvin) - 2022: für die Autorenbeteiligung Ordinary People (John Legend) - 2023: für die Autorenbeteiligung und Produktion Work Bitch (Britney Spears) - Vereinigtes Königreich - 2021: für die Single Scream & Shout - 2022: für die Autorenbeteiligung und Produktion Meet Me Halfway (The Black Eyed Peas) - 2023: für die Single OMG - Deutschland - 2023: für die Autorenbeteiligung und Produktion Where Is the Love? (The Black Eyed Peas) - Mexiko - 2013: für die Single Scream & Shout - 2023: für die Autorenbeteiligung und Produktion Mamacita (The Black Eyed Peas feat. Ozuna & J. Rey Soul) - Australien - 2010: für die Autorenbeteiligung und Produktion Meet Me Halfway (The Black Eyed Peas) - 2011: für die Autorenbeteiligung und Produktion The Time (Dirty Bit) (The Black Eyed Peas) - 2011: für die Autorenbeteiligung und Produktion Just Can’t Get Enough (The Black Eyed Peas) - 2014: für die Autorenbeteiligung Glamorous (Fergie) - Brasilien - 2023: für die Single Hall of Fame - 2024: für die Autorenbeteiligung und Produktion Clumsy (Fergie) - Dänemark - 2013: für das Streaming Scream & Shout - Italien - 2019: für die Single Hall of Fame - 2021: für die Autorenbeteiligung I Gotta Feeling (The Black Eyed Peas) - 2021: für die Autorenbeteiligung und Produktion Mamacita (The Black Eyed Peas feat. Ozuna & J. Rey Soul) - Kanada - 2020: für die Autorenbeteiligung und Produktion Ritmo (Bad Boys for Life) (The Black Eyed Peas feat. J Balvin) - Neuseeland - 2011: für die Autorenbeteiligung I Gotta Feeling (The Black Eyed Peas) - 2014: für die Single Scream & Shout - Schweden - 2011: für die Autorenbeteiligung und Produktion The Time (Dirty Bit) (The Black Eyed Peas) - 2013: für die Single Scream & Shout - Spanien - 2012: für die Autorenbeteiligung I Gotta Feeling (The Black Eyed Peas) - Vereinigte Staaten - 2012: für die Autorenbeteiligung und Produktion Let’s Get It Started (The Black Eyed Peas) - 2013: für die Single Scream & Shout - 2016: für die Autorenbeteiligung Glamorous (Fergie) - Zentralamerika - 2022: für die Autorenbeteiligung und Produktion Ritmo (Bad Boys for Life) (The Black Eyed Peas feat. J Balvin) - Australien - 2009: für die Autorenbeteiligung und Produktion Boom Boom Pow (The Black Eyed Peas) - 2014: für die Autorenbeteiligung und Produktion Where Is the Love? (The Black Eyed Peas) - Dänemark - 2013: für das Streaming Hall of Fame - Deutschland - 2023: für die Single Scream & Shout - Italien - 2014: für die Single Scream & Shout - Schweden - 2013: für die Single Hall of Fame - Spanien - 2020: für die Autorenbeteiligung und Produktion Ritmo (Bad Boys for Life) (The Black Eyed Peas feat. J Balvin) - Vereinigte Staaten - 2016: für die Single Fergalicious - 2016: für die Produktion Big Girls Don’t Cry (Fergie) - Vereinigtes Königreich - 2022: für die Autorenbeteiligung I Gotta Feeling (The Black Eyed Peas) - 2024: für die Single Hall of Fame - 2024: für die Autorenbeteiligung und Produktion Where Is the Love? (The Black Eyed Peas) - 2024: für die Autorenbeteiligung und Produktion American Boy (Estelle feat. Kanye West) - Australien - 2014: für die Produktion Big Girls Don’t Cry (Fergie) - Vereinigte Staaten - 2010: für die Autorenbeteiligung und Produktion Boom Boom Pow (The Black Eyed Peas) - 2024: für die Autorenbeteiligung und Produktion American Boy (Estelle feat. Kanye West) - Australien - 2013: für die Single Scream & Shout - 2018: für die Single OMG - Neuseeland - 2025: für die Single Hall of Fame - Norwegen - 2013: für die Single Hall of Fame - Kanada - 2010: für die Autorenbeteiligung und Produktion Boom Boom Pow (The Black Eyed Peas) - Vereinigte Staaten - 2024: für die Single OMG - Australien - 2019: für die Single Hall of Fame - Australien - 2020: für die Autorenbeteiligung I Gotta Feeling (The Black Eyed Peas) - Brasilien - 2024: für die Single Fergalicious - 2024: für die Produktion Big Girls Don’t Cry (Fergie) - 2024: für die Autorenbeteiligung und Produktion Boom Boom Pow (The Black Eyed Peas) - 2024: für die Autorenbeteiligung I Gotta Feeling (The Black Eyed Peas) - 2024: für die Autorenbeteiligung Don’t Stop the Party (The Black Eyed Peas) - 2024: für die Single Scream & Shout - 2024: für die Autorenbeteiligung und Produktion Just Can’t Get Enough (The Black Eyed Peas) - Frankreich - 2021: für die Autorenbeteiligung und Produktion Ritmo (Bad Boys for Life) (The Black Eyed Peas feat. J Balvin) - 2021: für die Autorenbeteiligung und Produktion Mamacita (The Black Eyed Peas feat. Ozuna & J. Rey Soul) - Kanada - 2010: für die Autorenbeteiligung I Gotta Feeling (The Black Eyed Peas) - Vereinigte Staaten - 2018: für die Autorenbeteiligung I Gotta Feeling (The Black Eyed Peas) - Brasilien - 2024: für die Autorenbeteiligung und Produktion The Time (Dirty Bit) (The Black Eyed Peas) - Mexiko - 2024: für die Autorenbeteiligung und Produktion Ritmo (Bad Boys for Life) (The Black Eyed Peas feat. J Balvin) |

## Auszeichnungen nach Alben

### Songs About Girls
| Land/Region     | Auszeichnungen für Musikverkäufe (Land/Region, Auszeichnung, Verkäufe) | Verkäufe |
| --------------- | ---------------------------------------------------------------------- | -------- |
| Japan (RIAJ)    | Gold                                                                   | 100.000  |
| Polen (ZPAV)    | Gold                                                                   | 10.000   |
| Russland (NFPF) | Gold                                                                   | 10.000   |
| Insgesamt       | 3× Gold ·                                                              | 120.000  |

### #willpower
| Land/Region                  | Auszeichnungen für Musikverkäufe (Land/Region, Auszeichnung, Verkäufe) | Verkäufe |
| ---------------------------- | ---------------------------------------------------------------------- | -------- |
| Brasilien (PMB)              | Gold                                                                   | 20.000   |
| Frankreich (SNEP)            | Gold                                                                   | 50.000   |
| Kolumbien (ASINCOL)          | Gold                                                                   | 5.000    |
| Mexiko (AMPROFON)            | Gold                                                                   | 30.000   |
| Neuseeland (RMNZ)            | 2× Platin                                                              | 30.000   |
| Österreich (IFPI)            | Gold                                                                   | 7.500    |
| Schweden (IFPI)              | Gold                                                                   | 20.000   |
| Vereinigtes Königreich (BPI) | Gold                                                                   | 100.000  |
| Insgesamt                    | 7× Gold · 2× Platin ·                                                  | 262.500  |

## Auszeichnungen nach Singles

### Beep
| Land/Region                  | Auszeichnungen für Musikverkäufe (Land/Region, Auszeichnung, Verkäufe) | Verkäufe |
| ---------------------------- | ---------------------------------------------------------------------- | -------- |
| Australien (ARIA)            | Gold                                                                   | 35.000   |
| Dänemark (IFPI)              | Gold                                                                   | 7.500    |
| Deutschland (BVMI)           | Gold                                                                   | 150.000  |
| Neuseeland (RMNZ)            | Gold                                                                   | 5.000    |
| Schweden (IFPI)              | Gold                                                                   | 10.000   |
| Vereinigtes Königreich (BPI) | Silber                                                                 | 200.000  |
| Insgesamt                    | 1× Silber · 5× Gold ·                                                  | 407.500  |

### Fergalicious
| Land/Region                  | Auszeichnungen für Musikverkäufe (Land/Region, Auszeichnung, Verkäufe) | Verkäufe  |
| ---------------------------- | ---------------------------------------------------------------------- | --------- |
| Australien (ARIA)            | 2× Platin                                                              | 140.000   |
| Brasilien (PMB)              | Diamant                                                                | 250.000   |
| Deutschland (BVMI)           | Gold                                                                   | 150.000   |
| Neuseeland (RMNZ)            | 2× Platin                                                              | 60.000    |
| Vereinigte Staaten (RIAA)    | 4× Platin (Single) · + Platin (Mastertone)                             | 5.000.000 |
| Vereinigtes Königreich (BPI) | Gold                                                                   | 400.000   |
| Insgesamt                    | 2× Gold · 9× Platin · 1× Diamant ·                                     | 6.000.000 |

### Heartbreaker
| Land/Region                  | Auszeichnungen für Musikverkäufe (Land/Region, Auszeichnung, Verkäufe) | Verkäufe |
| ---------------------------- | ---------------------------------------------------------------------- | -------- |
| Vereinigtes Königreich (BPI) | Gold                                                                   | 400.000  |
| Insgesamt                    | 1× Gold ·                                                              | 400.000  |

### In the Ayer
| Land/Region               | Auszeichnungen für Musikverkäufe (Land/Region, Auszeichnung, Verkäufe) | Verkäufe  |
| ------------------------- | ---------------------------------------------------------------------- | --------- |
| Kanada (MC)               | Platin                                                                 | 80.000    |
| Südkorea (KMCA)           | —                                                                      | 70.275    |
| Vereinigte Staaten (RIAA) | 2× Platin                                                              | 2.000.000 |
| Insgesamt                 | 3× Platin ·                                                            | 2.080.000 |

### 3 Words
| Land/Region                  | Auszeichnungen für Musikverkäufe (Land/Region, Auszeichnung, Verkäufe) | Verkäufe |
| ---------------------------- | ---------------------------------------------------------------------- | -------- |
| Australien (ARIA)            | 2× Platin                                                              | 140.000  |
| Italien (FIMI)               | Gold                                                                   | 15.000   |
| Vereinigtes Königreich (BPI) | Silber                                                                 | 374.000  |
| Insgesamt                    | 1× Silber · 1× Gold · 2× Platin ·                                      | 529.000  |

### OMG
| Land/Region                  | Auszeichnungen für Musikverkäufe (Land/Region, Auszeichnung, Verkäufe) | Verkäufe   |
| ---------------------------- | ---------------------------------------------------------------------- | ---------- |
| Australien (ARIA)            | 6× Platin                                                              | 420.000    |
| Deutschland (BVMI)           | Gold                                                                   | 150.000    |
| Frankreich (SNEP)            | —                                                                      | 63.100     |
| Kanada (MC)                  | 2× Platin                                                              | 160.000    |
| Mexiko (AMPROFON)            | Gold                                                                   | 30.000     |
| Neuseeland (RMNZ)            | 2× Platin                                                              | 30.000     |
| Schweden (IFPI)              | Gold                                                                   | 20.000     |
| Südkorea (KMCA)              | —                                                                      | 285.466    |
| Vereinigte Staaten (RIAA)    | 8× Platin                                                              | 8.000.000  |
| Vereinigtes Königreich (BPI) | 2× Platin                                                              | 1.200.000  |
| Insgesamt                    | 3× Gold · 20× Platin ·                                                 | 10.358.566 |

### Check It Out
| Land/Region                  | Auszeichnungen für Musikverkäufe (Land/Region, Auszeichnung, Verkäufe) | Verkäufe |
| ---------------------------- | ---------------------------------------------------------------------- | -------- |
| Vereinigtes Königreich (BPI) | Silber                                                                 | 200.000  |
| Insgesamt                    | 1× Silber ·                                                            | 200.000  |

### Free
| Land/Region        | Auszeichnungen für Musikverkäufe (Land/Region, Auszeichnung, Verkäufe) | Verkäufe |
| ------------------ | ---------------------------------------------------------------------- | -------- |
| Deutschland (BVMI) | Gold                                                                   | 150.000  |
| Insgesamt          | 1× Gold ·                                                              | 150.000  |

### T.H.E. (The Hardest Ever)
| Land/Region                  | Auszeichnungen für Musikverkäufe (Land/Region, Auszeichnung, Verkäufe) | Verkäufe |
| ---------------------------- | ---------------------------------------------------------------------- | -------- |
| Vereinigtes Königreich (BPI) | Silber                                                                 | 200.000  |
| Insgesamt                    | 1× Silber ·                                                            | 200.000  |

### This Is Love
| Land/Region                  | Auszeichnungen für Musikverkäufe (Land/Region, Auszeichnung, Verkäufe) | Verkäufe |
| ---------------------------- | ---------------------------------------------------------------------- | -------- |
| Australien (ARIA)            | 2× Platin                                                              | 140.000  |
| Belgien (BRMA)               | Gold                                                                   | 15.000   |
| Frankreich (SNEP)            | —                                                                      | 89.200   |
| Italien (FIMI)               | Gold                                                                   | 15.000   |
| Neuseeland (RMNZ)            | Platin                                                                 | 15.000   |
| Schweiz (IFPI)               | Gold                                                                   | 15.000   |
| Vereinigtes Königreich (BPI) | Platin                                                                 | 600.000  |
| Insgesamt                    | 3× Gold · 4× Platin ·                                                  | 889.200  |

### Hall of Fame
| Land/Region                  | Auszeichnungen für Musikverkäufe (Land/Region, Auszeichnung, Verkäufe) | Verkäufe  |
| ---------------------------- | ---------------------------------------------------------------------- | --------- |
| Australien (ARIA)            | 10× Platin                                                             | 700.000   |
| Belgien (BRMA)               | Gold                                                                   | 15.000    |
| Brasilien (PMB)              | 3× Platin                                                              | 180.000   |
| Dänemark (IFPI)              | Gold                                                                   | 15.000    |
| Deutschland (BVMI)           | 2× Platin                                                              | 1.200.000 |
| Finnland (IFPI)              | Gold                                                                   | 5.524     |
| Italien (FIMI)               | 3× Platin                                                              | 150.000   |
| Neuseeland (RMNZ)            | 6× Platin                                                              | 180.000   |
| Niederlande (NVPI)           | Gold                                                                   | 10.000    |
| Norwegen (IFPI)              | 6× Platin                                                              | 60.000    |
| Österreich (IFPI)            | Gold                                                                   | 15.000    |
| Schweiz (IFPI)               | 2× Platin                                                              | 60.000    |
| Schweden (IFPI)              | 4× Platin                                                              | 160.000   |
| Spanien (Promusicae)         | 2× Platin                                                              | 120.000   |
| Vereinigte Staaten (RIAA)    | 2× Platin                                                              | 2.000.000 |
| Vereinigtes Königreich (BPI) | 4× Platin                                                              | 2.400.000 |
| Insgesamt                    | 5× Gold · 44× Platin ·                                                 | 7.270.524 |

### Scream & Shout
| Land/Region                  | Auszeichnungen für Musikverkäufe (Land/Region, Auszeichnung, Verkäufe) | Verkäufe  |
| ---------------------------- | ---------------------------------------------------------------------- | --------- |
| Australien (ARIA)            | 6× Platin                                                              | 420.000   |
| Belgien (BRMA)               | 2× Platin                                                              | 60.000    |
| Brasilien (PMB)              | Diamant                                                                | 250.000   |
| Dänemark (IFPI)              | Platin                                                                 | 30.000    |
| Deutschland (BVMI)           | 4× Platin                                                              | 1.200.000 |
| Finnland (IFPI)              | —                                                                      | 20.932    |
| Frankreich (SNEP)            | Platin                                                                 | 205.800   |
| Italien (FIMI)               | 4× Platin                                                              | 120.000   |
| Mexiko (AMPROFON)            | 5× Gold                                                                | 150.000   |
| Neuseeland (RMNZ)            | 3× Platin                                                              | 45.000    |
| Österreich (IFPI)            | Platin                                                                 | 30.000    |
| Schweden (IFPI)              | 3× Platin                                                              | 120.000   |
| Schweiz (IFPI)               | 2× Platin                                                              | 60.000    |
| Spanien (Promusicae)         | Platin                                                                 | 60.000    |
| Vereinigte Staaten (RIAA)    | 3× Platin                                                              | 3.000.000 |
| Vereinigtes Königreich (BPI) | 2× Platin                                                              | 1.300.000 |
| Insgesamt                    | 1× Gold · 35× Platin · 1× Diamant ·                                    | 7.071.732 |

### #thatPower
| Land/Region                  | Auszeichnungen für Musikverkäufe (Land/Region, Auszeichnung, Verkäufe) | Verkäufe  |
| ---------------------------- | ---------------------------------------------------------------------- | --------- |
| Australien (ARIA)            | 2× Platin                                                              | 140.000   |
| Belgien (BRMA)               | Gold                                                                   | 15.000    |
| Brasilien (PMB)              | 2× Platin                                                              | 120.000   |
| Deutschland (BVMI)           | Gold                                                                   | 150.000   |
| Frankreich (SNEP)            | —                                                                      | 51.300    |
| Italien (FIMI)               | Platin                                                                 | 30.000    |
| Mexiko (AMPROFON)            | Platin                                                                 | 60.000    |
| Neuseeland (RMNZ)            | Platin                                                                 | 15.000    |
| Schweden (IFPI)              | Platin                                                                 | 40.000    |
| Vereinigtes Königreich (BPI) | Gold                                                                   | 400.000   |
| Insgesamt                    | 3× Gold · 8× Platin ·                                                  | 1.021.300 |

### Fall Down
| Land/Region       | Auszeichnungen für Musikverkäufe (Land/Region, Auszeichnung, Verkäufe) | Verkäufe |
| ----------------- | ---------------------------------------------------------------------- | -------- |
| Australien (ARIA) | Platin                                                                 | 70.000   |
| Neuseeland (RMNZ) | Platin                                                                 | 15.000   |
| Schweden (IFPI)   | Gold                                                                   | 20.000   |
| Insgesamt         | 1× Gold · 2× Platin ·                                                  | 105.000  |

### Crazy Kids
| Land/Region               | Auszeichnungen für Musikverkäufe (Land/Region, Auszeichnung, Verkäufe) | Verkäufe  |
| ------------------------- | ---------------------------------------------------------------------- | --------- |
| Australien (ARIA)         | Platin                                                                 | 70.000    |
| Vereinigte Staaten (RIAA) | Platin                                                                 | 1.000.000 |
| Insgesamt                 | 2× Platin ·                                                            | 1.070.000 |

### Bang Bang
| Land/Region                  | Auszeichnungen für Musikverkäufe (Land/Region, Auszeichnung, Verkäufe) | Verkäufe |
| ---------------------------- | ---------------------------------------------------------------------- | -------- |
| Vereinigtes Königreich (BPI) | Platin                                                                 | 600.000  |
| Insgesamt                    | 1× Platin ·                                                            | 600.000  |

### Feelin’ Myself
| Land/Region                  | Auszeichnungen für Musikverkäufe (Land/Region, Auszeichnung, Verkäufe) | Verkäufe |
| ---------------------------- | ---------------------------------------------------------------------- | -------- |
| Brasilien (PMB)              | Gold                                                                   | 30.000   |
| Neuseeland (RMNZ)            | Platin                                                                 | 15.000   |
| Schweden (IFPI)              | Gold                                                                   | 20.000   |
| Vereinigtes Königreich (BPI) | Platin                                                                 | 600.000  |
| Insgesamt                    | 2× Gold · 2× Platin ·                                                  | 665.000  |

### It’s My Birthday
| Land/Region                  | Auszeichnungen für Musikverkäufe (Land/Region, Auszeichnung, Verkäufe) | Verkäufe |
| ---------------------------- | ---------------------------------------------------------------------- | -------- |
| Australien (ARIA)            | Platin                                                                 | 70.000   |
| Deutschland (BVMI)           | Gold                                                                   | 150.000  |
| Neuseeland (RMNZ)            | Gold                                                                   | 7.500    |
| Vereinigtes Königreich (BPI) | Platin                                                                 | 600.000  |
| Insgesamt                    | 2× Gold · 2× Platin ·                                                  | 827.500  |

### Boys & Girls
| Land/Region                  | Auszeichnungen für Musikverkäufe (Land/Region, Auszeichnung, Verkäufe) | Verkäufe |
| ---------------------------- | ---------------------------------------------------------------------- | -------- |
| Vereinigtes Königreich (BPI) | Silber                                                                 | 200.000  |
| Insgesamt                    | 1× Silber ·                                                            | 200.000  |

## Auszeichnungen nach Liedern

### I Like to Move It
| Land/Region                  | Auszeichnungen für Musikverkäufe (Land/Region, Auszeichnung, Verkäufe) | Verkäufe |
| ---------------------------- | ---------------------------------------------------------------------- | -------- |
| Vereinigtes Königreich (BPI) | Silber                                                                 | 200.000  |
| Insgesamt                    | 1× Silber ·                                                            | 200.000  |

### Great Times are Coming
| Land/Region     | Auszeichnungen für Musikverkäufe (Land/Region, Auszeichnung, Verkäufe) | Verkäufe |
| --------------- | ---------------------------------------------------------------------- | -------- |
| Brasilien (PMB) | Gold                                                                   | 30.000   |
| Insgesamt       | 1× Gold ·                                                              | 30.000   |

## Auszeichnungen nach Autorenbeteiligungen und Produktionen

### Where Is the Love?(The Black Eyed Peas)
| Land/Region                  | Auszeichnungen für Musikverkäufe (Land/Region, Auszeichnung, Verkäufe) | Verkäufe  |
| ---------------------------- | ---------------------------------------------------------------------- | --------- |
| Australien (ARIA)            | 4× Platin                                                              | 280.000   |
| Belgien (BRMA)               | Gold                                                                   | 25.000    |
| Brasilien (PMB)              | Platin                                                                 | 60.000    |
| Dänemark (IFPI)              | 2× Platin                                                              | 180.000   |
| Deutschland (BVMI)           | 5× Gold                                                                | 750.000   |
| Italien (FIMI)               | 2× Platin                                                              | 200.000   |
| Neuseeland (RMNZ)            | Platin                                                                 | 10.000    |
| Norwegen (IFPI)              | Platin                                                                 | 10.000    |
| Schweden (IFPI)              | Platin                                                                 | 20.000    |
| Spanien (Promusicae)         | Platin                                                                 | 60.000    |
| Vereinigte Staaten (RIAA)    | Gold                                                                   | 500.000   |
| Vereinigtes Königreich (BPI) | 4× Platin                                                              | 2.400.000 |
| Insgesamt                    | 3× Gold · 19× Platin ·                                                 | 4.495.000 |

### Shut Up(The Black Eyed Peas)
| Land/Region                  | Auszeichnungen für Musikverkäufe (Land/Region, Auszeichnung, Verkäufe) | Verkäufe  |
| ---------------------------- | ---------------------------------------------------------------------- | --------- |
| Australien (ARIA)            | 2× Platin                                                              | 140.000   |
| Belgien (BRMA)               | Platin                                                                 | 50.000    |
| Deutschland (BVMI)           | Platin                                                                 | 300.000   |
| Frankreich (SNEP)            | Gold                                                                   | 400.000   |
| Neuseeland (RMNZ)            | Platin                                                                 | 10.000    |
| Norwegen (IFPI)              | Platin                                                                 | 10.000    |
| Österreich (IFPI)            | Gold                                                                   | 15.000    |
| Schweden (IFPI)              | Gold                                                                   | 10.000    |
| Schweiz (IFPI)               | Platin                                                                 | 40.000    |
| Vereinigte Staaten (RIAA)    | Gold                                                                   | 500.000   |
| Vereinigtes Königreich (BPI) | Gold                                                                   | 400.000   |
| Insgesamt                    | 5× Gold · 7× Platin ·                                                  | 1.875.000 |

### Hey Mama(The Black Eyed Peas)
| Land/Region                  | Auszeichnungen für Musikverkäufe (Land/Region, Auszeichnung, Verkäufe) | Verkäufe |
| ---------------------------- | ---------------------------------------------------------------------- | -------- |
| Australien (ARIA)            | Gold                                                                   | 35.000   |
| Neuseeland (RMNZ)            | Gold                                                                   | 5.000    |
| Vereinigte Staaten (RIAA)    | Gold                                                                   | 500.000  |
| Vereinigtes Königreich (BPI) | Silber                                                                 | 200.000  |
| Insgesamt                    | 1× Silber · 3× Gold ·                                                  | 740.000  |

### Let’s Get It Started (The Black Eyed Peas)
| Land/Region                  | Auszeichnungen für Musikverkäufe (Land/Region, Auszeichnung, Verkäufe) | Verkäufe  |
| ---------------------------- | ---------------------------------------------------------------------- | --------- |
| Australien (ARIA)            | Platin                                                                 | 70.000    |
| Brasilien (PMB)              | Gold                                                                   | 30.000    |
| Deutschland (BVMI)           | Gold                                                                   | 150.000   |
| Italien (FIMI)               | Gold                                                                   | 50.000    |
| Neuseeland (RMNZ)            | Gold                                                                   | 7.500     |
| Vereinigte Staaten (RIAA)    | 3× Platin                                                              | 3.000.000 |
| Vereinigtes Königreich (BPI) | Gold                                                                   | 400.000   |
| Insgesamt                    | 5× Gold · 4× Platin ·                                                  | 3.707.500 |

### Ordinary People (John Legend)
| Land/Region                  | Auszeichnungen für Musikverkäufe (Land/Region, Auszeichnung, Verkäufe) | Verkäufe  |
| ---------------------------- | ---------------------------------------------------------------------- | --------- |
| Australien (ARIA)            | Platin                                                                 | 70.000    |
| Dänemark (IFPI)              | Gold                                                                   | 45.000    |
| Vereinigte Staaten (RIAA)    | 2× Platin                                                              | 2.000.000 |
| Vereinigtes Königreich (BPI) | Platin                                                                 | 600.000   |
| Insgesamt                    | 1× Gold · 4× Platin ·                                                  | 2.715.000 |

### Don’t Phunk with My Heart (The Black Eyed Peas)
| Land/Region                  | Auszeichnungen für Musikverkäufe (Land/Region, Auszeichnung, Verkäufe) | Verkäufe |
| ---------------------------- | ---------------------------------------------------------------------- | -------- |
| Australien (ARIA)            | Platin                                                                 | 70.000   |
| Dänemark (IFPI)              | Gold                                                                   | 4.000    |
| Neuseeland (RMNZ)            | Platin                                                                 | 10.000   |
| Norwegen (IFPI)              | Gold                                                                   | 5.000    |
| Schweden (IFPI)              | Gold                                                                   | 10.000   |
| Vereinigte Staaten (RIAA)    | Gold                                                                   | 500.000  |
| Vereinigtes Königreich (BPI) | Silber                                                                 | 200.000  |
| Insgesamt                    | 1× Silber · 4× Gold · 2× Platin ·                                      | 799.000  |

### Don’t Lie(The Black Eyed Peas)
| Land/Region                  | Auszeichnungen für Musikverkäufe (Land/Region, Auszeichnung, Verkäufe) | Verkäufe |
| ---------------------------- | ---------------------------------------------------------------------- | -------- |
| Australien (ARIA)            | Gold                                                                   | 35.000   |
| Brasilien (PMB)              | Gold                                                                   | 30.000   |
| Neuseeland (RMNZ)            | Gold                                                                   | 5.000    |
| Vereinigtes Königreich (BPI) | Silber                                                                 | 200.000  |
| Insgesamt                    | 1× Silber · 3× Gold ·                                                  | 270.000  |

### My Humps(The Black Eyed Peas)
| Land/Region                  | Auszeichnungen für Musikverkäufe (Land/Region, Auszeichnung, Verkäufe) | Verkäufe  |
| ---------------------------- | ---------------------------------------------------------------------- | --------- |
| Australien (ARIA)            | Platin                                                                 | 70.000    |
| Brasilien (PMB)              | Platin                                                                 | 60.000    |
| Dänemark (IFPI)              | Platin                                                                 | 8.000     |
| Deutschland (BVMI)           | Gold                                                                   | 150.000   |
| Neuseeland (RMNZ)            | Gold                                                                   | 5.000     |
| Schweden (IFPI)              | Gold                                                                   | 10.000    |
| Vereinigte Staaten (RIAA)    | 2× Platin (Mastertone)                                                 | 2.000.000 |
| Vereinigtes Königreich (BPI) | Platin                                                                 | 600.000   |
| Insgesamt                    | 3× Gold · 6× Platin ·                                                  | 2.903.000 |

### Pump It (The Black Eyed Peas)
| Land/Region                  | Auszeichnungen für Musikverkäufe (Land/Region, Auszeichnung, Verkäufe) | Verkäufe  |
| ---------------------------- | ---------------------------------------------------------------------- | --------- |
| Australien (ARIA)            | Gold                                                                   | 35.000    |
| Belgien (BRMA)               | Gold                                                                   | 25.000    |
| Brasilien (PMB)              | 2× Platin                                                              | 120.000   |
| Dänemark (IFPI)              | Gold                                                                   | 4.000     |
| Deutschland (BVMI)           | Gold                                                                   | 150.000   |
| Italien (FIMI)               | Platin                                                                 | 100.000   |
| Japan (RIAJ)                 | Gold                                                                   | 100.000   |
| Neuseeland (RMNZ)            | Gold                                                                   | 7.500     |
| Spanien (Promusicae)         | Gold                                                                   | 30.000    |
| Vereinigtes Königreich (BPI) | Platin                                                                 | 600.000   |
| Insgesamt                    | 7× Gold · 4× Platin ·                                                  | 1.171.500 |

### It’s Alright (Ricky Martin)
| Land/Region       | Auszeichnungen für Musikverkäufe (Land/Region, Auszeichnung, Verkäufe) | Verkäufe |
| ----------------- | ---------------------------------------------------------------------- | -------- |
| Frankreich (SNEP) | Silber                                                                 | 100.000  |
| Insgesamt         | 1× Silber ·                                                            | 100.000  |

### Mas que nada(Sérgio Mendes)
| Land/Region                  | Auszeichnungen für Musikverkäufe (Land/Region, Auszeichnung, Verkäufe) | Verkäufe |
| ---------------------------- | ---------------------------------------------------------------------- | -------- |
| Deutschland (BVMI)           | Gold                                                                   | 150.000  |
| Italien (FIMI)               | Gold                                                                   | 50.000   |
| Vereinigtes Königreich (BPI) | Silber                                                                 | 200.000  |
| Insgesamt                    | 1× Silber · 2× Gold ·                                                  | 400.000  |

### Glamorous(Fergie)
| Land/Region                  | Auszeichnungen für Musikverkäufe (Land/Region, Auszeichnung, Verkäufe) | Verkäufe  |
| ---------------------------- | ---------------------------------------------------------------------- | --------- |
| Australien (ARIA)            | 3× Platin                                                              | 210.000   |
| Brasilien (PMB)              | Platin                                                                 | 60.000    |
| Dänemark (IFPI)              | Gold                                                                   | 45.000    |
| Deutschland (BVMI)           | Gold                                                                   | 150.000   |
| Neuseeland (RMNZ)            | Gold                                                                   | 7.500     |
| Vereinigte Staaten (RIAA)    | 3× Platin (Single) · + Platin (Mastertone)                             | 4.000.000 |
| Vereinigtes Königreich (BPI) | Platin                                                                 | 600.000   |
| Insgesamt                    | 3× Gold · 9× Platin ·                                                  | 5.072.500 |

### Big Girls Don’t Cry(Fergie)
| Land/Region                  | Auszeichnungen für Musikverkäufe (Land/Region, Auszeichnung, Verkäufe) | Verkäufe  |
| ---------------------------- | ---------------------------------------------------------------------- | --------- |
| Australien (ARIA)            | 5× Platin                                                              | 350.000   |
| Brasilien (PMB)              | Diamant                                                                | 250.000   |
| Dänemark (IFPI)              | Platin                                                                 | 15.000    |
| Deutschland (BVMI)           | Gold                                                                   | 150.000   |
| Japan (RIAJ)                 | Gold                                                                   | 100.000   |
| Kanada (MC)                  | —                                                                      | 83.000    |
| Neuseeland (RMNZ)            | Platin                                                                 | 15.000    |
| Norwegen (IFPI)              | Gold                                                                   | 5.000     |
| Schweden (IFPI)              | Gold                                                                   | 10.000    |
| Südkorea (KMCA)              | —                                                                      | 501.191   |
| Vereinigte Staaten (RIAA)    | 4× Platin (Single) · + Platin (Mastertone)                             | 5.000.000 |
| Vereinigtes Königreich (BPI) | Platin                                                                 | 600.000   |
| Insgesamt                    | 4× Gold · 13× Platin · 1× Diamant ·                                    | 7.079.191 |

### Clumsy(Fergie)
| Land/Region               | Auszeichnungen für Musikverkäufe (Land/Region, Auszeichnung, Verkäufe) | Verkäufe  |
| ------------------------- | ---------------------------------------------------------------------- | --------- |
| Australien (ARIA)         | 2× Platin                                                              | 140.000   |
| Brasilien (PMB)           | 3× Platin                                                              | 180.000   |
| Neuseeland (RMNZ)         | Gold                                                                   | 7.500     |
| Vereinigte Staaten (RIAA) | 2× Platin (Single) · + Platin (Mastertone)                             | 3.000.000 |
| Insgesamt                 | 1× Gold · 8× Platin ·                                                  | 3.327.500 |

### American Boy(Estellefeat.Kanye West)
| Land/Region                  | Auszeichnungen für Musikverkäufe (Land/Region, Auszeichnung, Verkäufe) | Verkäufe  |
| ---------------------------- | ---------------------------------------------------------------------- | --------- |
| Australien (ARIA)            | Platin                                                                 | 70.000    |
| Belgien (BRMA)               | Gold                                                                   | 15.000    |
| Dänemark (IFPI)              | Platin                                                                 | 15.000    |
| Deutschland (BVMI)           | Gold                                                                   | 150.000   |
| Italien (FIMI)               | Gold                                                                   | 35.000    |
| Neuseeland (RMNZ)            | Gold                                                                   | 7.500     |
| Vereinigte Staaten (RIAA)    | 5× Platin                                                              | 5.000.000 |
| Vereinigtes Königreich (BPI) | 4× Platin                                                              | 2.400.000 |
| Insgesamt                    | 4× Gold · 11× Platin ·                                                 | 7.692.500 |

### Here I Come(Fergie)
| Land/Region     | Auszeichnungen für Musikverkäufe (Land/Region, Auszeichnung, Verkäufe) | Verkäufe |
| --------------- | ---------------------------------------------------------------------- | -------- |
| Brasilien (PMB) | 2× Platin                                                              | 120.000  |
| Insgesamt       | 2× Platin ·                                                            | 120.000  |

### Boom Boom Pow(The Black Eyed Peas)
| Land/Region                  | Auszeichnungen für Musikverkäufe (Land/Region, Auszeichnung, Verkäufe) | Verkäufe  |
| ---------------------------- | ---------------------------------------------------------------------- | --------- |
| Australien (ARIA)            | 4× Platin                                                              | 280.000   |
| Belgien (BRMA)               | Platin                                                                 | 30.000    |
| Brasilien (PMB)              | Diamant                                                                | 250.000   |
| Dänemark (IFPI)              | Gold                                                                   | 15.000    |
| Deutschland (BVMI)           | Gold                                                                   | 150.000   |
| Italien (FIMI)               | Gold                                                                   | 50.000    |
| Japan (RIAJ)                 | Gold                                                                   | 100.000   |
| Kanada (MC)                  | 8× Platin                                                              | 320.000   |
| Neuseeland (RMNZ)            | 2× Platin                                                              | 30.000    |
| Schweden (IFPI)              | Gold                                                                   | 20.000    |
| Schweiz (IFPI)               | Platin                                                                 | 30.000    |
| Spanien (Promusicae)         | Gold                                                                   | 20.000    |
| Südkorea (KMCA)              | —                                                                      | 501.191   |
| Vereinigte Staaten (RIAA)    | 5× Platin                                                              | 6.900.000 |
| Vereinigtes Königreich (BPI) | Platin                                                                 | 987.000   |
| Insgesamt                    | 6× Gold · 22× Platin · 1× Diamant ·                                    | 9.683.191 |

### I Gotta Feeling(The Black Eyed Peas)
| Land/Region                  | Auszeichnungen für Musikverkäufe (Land/Region, Auszeichnung, Verkäufe) | Verkäufe   |
| ---------------------------- | ---------------------------------------------------------------------- | ---------- |
| Australien (ARIA)            | 13× Platin                                                             | 910.000    |
| Belgien (BRMA)               | 2× Platin                                                              | 60.000     |
| Brasilien (PMB)              | Diamant                                                                | 250.000    |
| Dänemark (IFPI)              | 2× Platin                                                              | 180.000    |
| Deutschland (BVMI)           | 2× Platin                                                              | 1.200.000  |
| Frankreich (SNEP)            | Platin                                                                 | 414.000    |
| Italien (FIMI)               | 3× Platin                                                              | 210.000    |
| Japan (RIAJ)                 | Gold (Mobile Downloads) · + Platin (Digital)                           | 350.000    |
| Kanada (MC)                  | Diamant                                                                | 400.000    |
| Neuseeland (RMNZ)            | 3× Platin                                                              | 45.000     |
| Schweden (IFPI)              | Platin                                                                 | 40.000     |
| Schweiz (IFPI)               | 2× Platin                                                              | 60.000     |
| Spanien (Promusicae)         | 3× Platin                                                              | 120.000    |
| Südkorea (KMCA)              | —                                                                      | 121.684    |
| Vereinigte Staaten (RIAA)    | Diamant                                                                | 10.000.000 |
| Vereinigtes Königreich (BPI) | 4× Platin                                                              | 2.400.000  |
| Insgesamt                    | 1× Gold · 37× Platin · 3× Diamant ·                                    | 16.760.684 |

### Meet Me Halfway(The Black Eyed Peas)
| Land/Region                  | Auszeichnungen für Musikverkäufe (Land/Region, Auszeichnung, Verkäufe) | Verkäufe  |
| ---------------------------- | ---------------------------------------------------------------------- | --------- |
| Australien (ARIA)            | 3× Platin                                                              | 210.000   |
| Belgien (BRMA)               | 2× Platin                                                              | 60.000    |
| Brasilien (PMB)              | 2× Platin                                                              | 120.000   |
| Dänemark (IFPI)              | Gold                                                                   | 15.000    |
| Deutschland (BVMI)           | Platin                                                                 | 300.000   |
| Frankreich (SNEP)            | Platin                                                                 | 250.000   |
| Italien (FIMI)               | Platin                                                                 | 30.000    |
| Kanada (MC)                  | 2× Platin                                                              | 160.000   |
| Neuseeland (RMNZ)            | Platin                                                                 | 15.000    |
| Schweiz (IFPI)               | Gold                                                                   | 15.000    |
| Spanien (Promusicae)         | Platin                                                                 | 40.000    |
| Vereinigte Staaten (RIAA)    | 2× Platin                                                              | 2.000.000 |
| Vereinigtes Königreich (BPI) | 2× Platin                                                              | 1.200.000 |
| Insgesamt                    | 2× Gold · 18× Platin ·                                                 | 4.415.000 |

### Rock That Body (The Black Eyed Peas)
| Land/Region                  | Auszeichnungen für Musikverkäufe (Land/Region, Auszeichnung, Verkäufe) | Verkäufe |
| ---------------------------- | ---------------------------------------------------------------------- | -------- |
| Australien (ARIA)            | Platin                                                                 | 70.000   |
| Brasilien (PMB)              | Gold                                                                   | 30.000   |
| Frankreich (SNEP)            | —                                                                      | 74.600   |
| Italien (FIMI)               | Gold                                                                   | 15.000   |
| Kanada (MC)                  | Gold                                                                   | 40.000   |
| Neuseeland (RMNZ)            | Gold                                                                   | 7.500    |
| Vereinigtes Königreich (BPI) | Silber                                                                 | 200.000  |
| Insgesamt                    | 1× Silber · 4× Gold · 1× Platin ·                                      | 437.100  |

### Gettin’ Over You(David Guetta&Chris Willisfeat. Fergie &LMFAO)
| Land/Region                  | Auszeichnungen für Musikverkäufe (Land/Region, Auszeichnung, Verkäufe) | Verkäufe  |
| ---------------------------- | ---------------------------------------------------------------------- | --------- |
| Australien (ARIA)            | 2× Platin                                                              | 140.000   |
| Deutschland (BVMI)           | Gold                                                                   | 150.000   |
| Frankreich (SNEP)            | —                                                                      | 117.600   |
| Italien (FIMI)               | Platin                                                                 | 30.000    |
| Neuseeland (RMNZ)            | Platin                                                                 | 15.000    |
| Österreich (IFPI)            | Gold                                                                   | 15.000    |
| Schweden (IFPI)              | Platin                                                                 | 40.000    |
| Spanien (Promusicae)         | Gold                                                                   | 20.000    |
| Vereinigtes Königreich (BPI) | Platin                                                                 | 600.000   |
| Insgesamt                    | 3× Gold · 6× Platin ·                                                  | 1.127.600 |

### Imma Be (The Black Eyed Peas)
| Land/Region                  | Auszeichnungen für Musikverkäufe (Land/Region, Auszeichnung, Verkäufe) | Verkäufe  |
| ---------------------------- | ---------------------------------------------------------------------- | --------- |
| Australien (ARIA)            | Platin                                                                 | 70.000    |
| Brasilien (PMB)              | Gold                                                                   | 30.000    |
| Kanada (MC)                  | Platin                                                                 | 80.000    |
| Südkorea (KMCA)              | —                                                                      | 72.323    |
| Vereinigte Staaten (RIAA)    | 2× Platin                                                              | 2.000.000 |
| Vereinigtes Königreich (BPI) | Silber                                                                 | 200.000   |
| Insgesamt                    | 1× Silber · 1× Gold · 4× Platin ·                                      | 2.452.323 |

### The Time (Dirty Bit)(The Black Eyed Peas)
| Land/Region                  | Auszeichnungen für Musikverkäufe (Land/Region, Auszeichnung, Verkäufe) | Verkäufe  |
| ---------------------------- | ---------------------------------------------------------------------- | --------- |
| Australien (ARIA)            | 3× Platin                                                              | 210.000   |
| Belgien (BRMA)               | Platin                                                                 | 30.000    |
| Brasilien (PMB)              | 2× Diamant                                                             | 500.000   |
| Dänemark (IFPI)              | Gold                                                                   | 15.000    |
| Deutschland (BVMI)           | 3× Gold                                                                | 450.000   |
| Frankreich (SNEP)            | Platin                                                                 | 250.000   |
| Italien (FIMI)               | Platin                                                                 | 30.000    |
| Japan (RIAJ)                 | Gold                                                                   | 100.000   |
| Neuseeland (RMNZ)            | Platin                                                                 | 15.000    |
| Schweden (IFPI)              | 3× Platin                                                              | 120.000   |
| Schweiz (IFPI)               | 2× Platin                                                              | 60.000    |
| Spanien (Promusicae)         | Platin                                                                 | 40.000    |
| Südkorea (KMCA)              | —                                                                      | 364.440   |
| Vereinigtes Königreich (BPI) | Platin                                                                 | 600.000   |
| Insgesamt                    | 3× Gold · 15× Platin · 2× Diamant ·                                    | 2.784.440 |

### Just Can’t Get Enough(The Black Eyed Peas)
| Land/Region                  | Auszeichnungen für Musikverkäufe (Land/Region, Auszeichnung, Verkäufe) | Verkäufe  |
| ---------------------------- | ---------------------------------------------------------------------- | --------- |
| Australien (ARIA)            | 3× Platin                                                              | 210.000   |
| Belgien (BRMA)               | Gold                                                                   | 15.000    |
| Brasilien (PMB)              | Diamant                                                                | 250.000   |
| Dänemark (IFPI)              | Gold                                                                   | 45.000    |
| Deutschland (BVMI)           | Gold                                                                   | 150.000   |
| Frankreich (SNEP)            | Gold                                                                   | 175.800   |
| Italien (FIMI)               | Platin                                                                 | 30.000    |
| Neuseeland (RMNZ)            | Platin                                                                 | 15.000    |
| Schweden (IFPI)              | Platin                                                                 | 40.000    |
| Schweiz (IFPI)               | Platin                                                                 | 30.000    |
| Spanien (Promusicae)         | Gold                                                                   | 30.000    |
| Vereinigtes Königreich (BPI) | Platin                                                                 | 600.000   |
| Insgesamt                    | 5× Gold · 8× Platin · 1× Diamant ·                                     | 1.590.800 |

### Don’t Stop the Party(The Black Eyed Peas)
| Land/Region                  | Auszeichnungen für Musikverkäufe (Land/Region, Auszeichnung, Verkäufe) | Verkäufe |
| ---------------------------- | ---------------------------------------------------------------------- | -------- |
| Australien (ARIA)            | Platin                                                                 | 70.000   |
| Belgien (BRMA)               | Gold                                                                   | 15.000   |
| Brasilien (PMB)              | Diamant                                                                | 250.000  |
| Frankreich (SNEP)            | —                                                                      | 122.000  |
| Italien (FIMI)               | Gold                                                                   | 15.000   |
| Neuseeland (RMNZ)            | Gold                                                                   | 7.500    |
| Schweiz (IFPI)               | Gold                                                                   | 15.000   |
| Vereinigtes Königreich (BPI) | Silber                                                                 | 200.000  |
| Insgesamt                    | 1× Silber · 4× Gold · 1× Platin · 1× Diamant ·                         | 694.500  |

### Give It 2 U (Robin Thicke)
| Land/Region       | Auszeichnungen für Musikverkäufe (Land/Region, Auszeichnung, Verkäufe) | Verkäufe |
| ----------------- | ---------------------------------------------------------------------- | -------- |
| Australien (ARIA) | Gold                                                                   | 35.000   |
| Insgesamt         | 1× Gold ·                                                              | 35.000   |

### Work Bitch(Britney Spears)
| Land/Region                  | Auszeichnungen für Musikverkäufe (Land/Region, Auszeichnung, Verkäufe) | Verkäufe  |
| ---------------------------- | ---------------------------------------------------------------------- | --------- |
| Australien (ARIA)            | Gold                                                                   | 35.000    |
| Frankreich (SNEP)            | —                                                                      | 34.200    |
| Italien (FIMI)               | Gold                                                                   | 15.000    |
| Kanada (MC)                  | Platin                                                                 | 80.000    |
| Mexiko (AMPROFON)            | Gold                                                                   | 30.000    |
| Schweden (IFPI)              | Platin                                                                 | 40.000    |
| Vereinigte Staaten (RIAA)    | 2× Platin                                                              | 2.000.000 |
| Vereinigtes Königreich (BPI) | Gold                                                                   | 400.000   |
| Insgesamt                    | 4× Gold · 4× Platin ·                                                  | 2.634.200 |

### Do My Thang (Miley Cyrus)
| Land/Region               | Auszeichnungen für Musikverkäufe (Land/Region, Auszeichnung, Verkäufe) | Verkäufe  |
| ------------------------- | ---------------------------------------------------------------------- | --------- |
| Vereinigte Staaten (RIAA) | Platin                                                                 | 1.000.000 |
| Insgesamt                 | 1× Platin ·                                                            | 1.000.000 |

### Ritmo (Bad Boys for Life) (The Black Eyed Peas feat.J Balvin)
| Land/Region                  | Auszeichnungen für Musikverkäufe (Land/Region, Auszeichnung, Verkäufe) | Verkäufe  |
| ---------------------------- | ---------------------------------------------------------------------- | --------- |
| Australien (ARIA)            | Gold                                                                   | 35.000    |
| Belgien (BRMA)               | Gold                                                                   | 20.000    |
| Deutschland (BVMI)           | Gold                                                                   | 200.000   |
| Frankreich (SNEP)            | Diamant                                                                | 333.333   |
| Italien (FIMI)               | 2× Platin                                                              | 140.000   |
| Kanada (MC)                  | 3× Platin                                                              | 240.000   |
| Mexiko (AMPROFON)            | 2× Diamant                                                             | 600.000   |
| Österreich (IFPI)            | Gold                                                                   | 15.000    |
| Polen (ZPAV)                 | Platin                                                                 | 50.000    |
| Portugal (AFP)               | 2× Platin                                                              | 20.000    |
| Schweden (IFPI)              | Gold                                                                   | 40.000    |
| Schweiz (IFPI)               | Platin                                                                 | 20.000    |
| Spanien (Promusicae)         | 4× Platin                                                              | 160.000   |
| Vereinigte Staaten (RIAA)    | 2× Platin                                                              | 2.000.000 |
| Vereinigtes Königreich (BPI) | Silber                                                                 | 200.000   |
| Zentralamerika (CFC)         | 3× Platin                                                              | 210.000   |
| Insgesamt                    | 1× Silber · 5× Gold · 18× Platin · 3× Diamant ·                        | 4.283.333 |

### Mamacita (The Black Eyed Peas feat.Ozuna& J. Rey Soul)
| Land/Region               | Auszeichnungen für Musikverkäufe (Land/Region, Auszeichnung, Verkäufe) | Verkäufe  |
| ------------------------- | ---------------------------------------------------------------------- | --------- |
| Belgien (BRMA)            | Platin                                                                 | 40.000    |
| Deutschland (BVMI)        | Gold                                                                   | 200.000   |
| Frankreich (SNEP)         | Diamant                                                                | 333.333   |
| Italien (FIMI)            | 3× Platin                                                              | 210.000   |
| Kanada (MC)               | 2× Platin                                                              | 160.000   |
| Mexiko (AMPROFON)         | 5× Gold                                                                | 150.000   |
| Österreich (IFPI)         | Gold                                                                   | 15.000    |
| Polen (ZPAV)              | 2× Platin                                                              | 40.000    |
| Portugal (AFP)            | Platin                                                                 | 10.000    |
| Schweiz (IFPI)            | Platin                                                                 | 20.000    |
| Spanien (Promusicae)      | Platin                                                                 | 40.000    |
| Vereinigte Staaten (RIAA) | Platin                                                                 | 1.000.000 |
| Zentralamerika (CFC)      | Gold                                                                   | 35.000    |
| Insgesamt                 | 4× Gold · 14× Platin · 1× Diamant ·                                    | 2.253.333 |

## Auszeichnungen nach Musikstreamings

### The Time (Dirty Bit) (The Black Eyed Peas)
| Land/Region     | Auszeichnungen für Musikverkäufe (Land/Region, Auszeichnung, Verkäufe) | Verkäufe |
| --------------- | ---------------------------------------------------------------------- | -------- |
| Dänemark (IFPI) | Gold                                                                   | 900.000  |
| Insgesamt       | 1× Gold ·                                                              | 900.000  |

### This Is Love
| Land/Region     | Auszeichnungen für Musikverkäufe (Land/Region, Auszeichnung, Verkäufe) | Verkäufe  |
| --------------- | ---------------------------------------------------------------------- | --------- |
| Dänemark (IFPI) | 2× Platin                                                              | 3.600.000 |
| Insgesamt       | 2× Platin ·                                                            | 3.600.000 |

### Hall of Fame
| Land/Region     | Auszeichnungen für Musikverkäufe (Land/Region, Auszeichnung, Verkäufe) | Verkäufe  |
| --------------- | ---------------------------------------------------------------------- | --------- |
| Dänemark (IFPI) | 4× Platin                                                              | 7.200.000 |
| Insgesamt       | 4× Platin ·                                                            | 7.200.000 |

### Scream & Shout
| Land/Region     | Auszeichnungen für Musikverkäufe (Land/Region, Auszeichnung, Verkäufe) | Verkäufe  |
| --------------- | ---------------------------------------------------------------------- | --------- |
| Dänemark (IFPI) | 3× Platin                                                              | 5.400.000 |
| Insgesamt       | 3× Platin ·                                                            | 5.400.000 |

### #thatPower
| Land/Region     | Auszeichnungen für Musikverkäufe (Land/Region, Auszeichnung, Verkäufe) | Verkäufe  |
| --------------- | ---------------------------------------------------------------------- | --------- |
| Dänemark (IFPI) | Platin                                                                 | 1.800.000 |
| Insgesamt       | 1× Platin ·                                                            | 1.800.000 |

### Work Bitch (Britney Spears)
| Land/Region     | Auszeichnungen für Musikverkäufe (Land/Region, Auszeichnung, Verkäufe) | Verkäufe  |
| --------------- | ---------------------------------------------------------------------- | --------- |
| Dänemark (IFPI) | Gold                                                                   | 1.300.000 |
| Insgesamt       | 1× Gold ·                                                              | 1.300.000 |

### Feelin’ Myself
| Land/Region     | Auszeichnungen für Musikverkäufe (Land/Region, Auszeichnung, Verkäufe) | Verkäufe |
| --------------- | ---------------------------------------------------------------------- | -------- |
| Dänemark (IFPI) | Gold                                                                   | 900.000  |
| Insgesamt       | 1× Gold ·                                                              | 900.000  |

## Statistik und Quellen
| Land/RegionAuszeichnungen für Musikverkäufe (Land/Region, Auszeichnungen, Verkäufe, Quellen) | Silber       | Gold         | Platin         | Diamant       | Verkäufe   | Quellen                                                      |
| -------------------------------------------------------------------------------------------- | ------------ | ------------ | -------------- | ------------- | ---------- | ------------------------------------------------------------ |
| Australien (ARIA)                                                                            | —            | 7× Gold7     | 85× Platin85   | —             | 6.095.000  | aria.com.au                                                  |
| Belgien (BRMA)                                                                               | —            | 9× Gold9     | 10× Platin10   | —             | 490.000    | ultratop.be                                                  |
| Brasilien (PMB)                                                                              | —            | 7× Gold7     | 17× Platin17   | 9× Diamant9   | 3.580.000  | pro-musicabr.org.br                                          |
| Dänemark (IFPI)                                                                              | —            | 13× Gold13   | 18× Platin18   | —             | 638.500    | ifpi.dk                                                      |
| Deutschland (BVMI)                                                                           | —            | 20× Gold20   | 13× Platin13   | —             | 8.650.000  | musikindustrie.de                                            |
| Finnland (IFPI)                                                                              | —            | Gold1        | —              | —             | 26.456     | ifpi.fi                                                      |
| Frankreich (SNEP)                                                                            | Silber1      | 3× Gold3     | 4× Platin4     | 2× Diamant2   | 3.064.266  | infodisc.fr snepmusique.com                                  |
| Italien (FIMI)                                                                               | —            | 8× Gold8     | 23× Platin23   | —             | 1.490.000  | fimi.it                                                      |
| Japan (RIAJ)                                                                                 | —            | 6× Gold6     | Platin1        | —             | 850.000    | riaj.or.jp                                                   |
| Kanada (MC)                                                                                  | —            | Gold1        | 20× Platin20   | Diamant1      | 1.803.000  | musiccanada.com                                              |
| Kolumbien (ASINCOL)                                                                          | —            | Gold1        | —              | —             | 5.000      | Einzelnachweise                                              |
| Mexiko (AMPROFON)                                                                            | —            | 5× Gold5     | 9× Platin9     | 2× Diamant2   | 990.000    | amprofon.com.mx                                              |
| Neuseeland (RMNZ)                                                                            | —            | 12× Gold12   | 32× Platin32   | —             | 665.000    | aotearoamusiccharts.co.nz NZ2 NZ3                            |
| Niederlande (NVPI)                                                                           | —            | Gold1        | —              | —             | 10.000     | nvpi.nl                                                      |
| Norwegen (IFPI)                                                                              | —            | 2× Gold2     | 8× Platin8     | —             | 90.000     | ifpi.no NO2                                                  |
| Österreich (IFPI)                                                                            | —            | 6× Gold6     | Platin1        | —             | 112.500    | ifpi.at                                                      |
| Polen (ZPAV)                                                                                 | —            | Gold1        | 3× Platin3     | —             | 75.000     | olis.pl                                                      |
| Portugal (AFP)                                                                               | —            | —            | 3× Platin3     | —             | 30.000     | Einzelnachweise                                              |
| Russland (NFPF)                                                                              | —            | Gold1        | —              | —             | 35.000     | afp.org.pt (Memento vom 24. Januar 2009 im Internet Archive) |
| Schweden (IFPI)                                                                              | —            | 11× Gold11   | 16× Platin16   | —             | 810.000    | sverigetopplistan.se                                         |
| Schweiz (IFPI)                                                                               | —            | 3× Gold3     | 13× Platin13   | —             | 425.000    | hitparade.ch                                                 |
| Spanien (Promusicae)                                                                         | —            | 4× Gold4     | 14× Platin14   | —             | 740.000    | elportaldemusica.es                                          |
| Südkorea (KMCA)                                                                              | —            | —            | —              | —             | 1.916.570  | Einzelnachweise                                              |
| Vereinigte Staaten (RIAA)                                                                    | —            | 4× Gold4     | 60× Platin60   | Diamant1      | 73.900.000 | riaa.com                                                     |
| Vereinigtes Königreich (BPI)                                                                 | 14× Silber14 | 7× Gold7     | 35× Platin35   | —             | 26.961.000 | bpi.co.uk                                                    |
| Zentralamerika (CFC)                                                                         | —            | Gold1        | 3× Platin3     | —             | 245.000    | cfc-musica.com                                               |
| Insgesamt                                                                                    | 15× Silber15 | 134× Gold134 | 388× Platin388 | 15× Diamant15 |            |                                                              |